# Elżbieta Jaworowicz
Elzbieta Jaworowicz (Nisko, 31 maart 1946) is een Pools journaliste en presentatrice.

## Jeugd en opleiding
Jaworowicz groeide op in Stalowa Wola. Na de middelbare school studeerde ze Hebreeuwse filologie aan de Universiteit van Warschau en vervolgens een opleiding aan de Staatshogeschool voor Film, Televisie en Theater Łódź.

## Televisie
Terwijl ze nog studeerde, kwam ze voor het eerst in aanraking met de nationale televisie via de talentenjacht "Telewizyjny Ekran Młodych" georganiseerd door de publieketv-omroep TVP. Sinds de jaren tachtig van de twintigste eeuw presenteert zij het realityprogramma "Sprawę dla reportera" (Nederlands: een zaak voor de verslaggever) op TVP1. 

## Onderscheidingen
- Zilveren kruis van verdienste (Pools: Srebrny Krzyż Zasługi)

- Virtual International Authority File: 5033156012438849700003